# Copa Kirin 2008
La Copa Kirin 2008 (en japonés: キリンカップサッカー 2008) fue la vigesimonovena edición de la Copa Kirin, un torneo amistoso organizado por Japón. Esta edición se realizó del 22 de mayo al 27 de mayo de 2008.

## Sedes
| Yokohama Toyota Saitama | Yokohama Toyota Saitama | Yokohama Toyota Saitama |
| Yokohama                | Toyota                  | Saitama                 |
| ----------------------- | ----------------------- | ----------------------- |
| Estadio Nissan          | Estadio Toyota          | Estadio Saitama 2002    |
| Capacidad: 71 822       | Capacidad: 43 739       | Capacidad: 63 700       |
|                         |                         |                         |

## Participantes
| Confederación              | Selección       |
| -------------------------- | --------------- |
| AFC (Asia)                 | Japón           |
| CAF (África)               | Costa de Marfil |
| Conmebol (América del Sur) | Paraguay        |

## Desarrollo
- Los horarios de los partidos corresponden al horario de Japón (JST; UTC+9)

| 22 de mayo de 2008, 19:02 | Costa de Marfil | 1:1 (0:0) | Paraguay   | Estadio Nissan, Yokohama                                      |                                                               |
|                           | Traoré 74'      | Reporte   | 78' Bogado | Asistencia: 5 197 espectadores Árbitro(s): Kazuhiko Matsumura | Asistencia: 5 197 espectadores Árbitro(s): Kazuhiko Matsumura |

| 24 de mayo de 2008, 19:21 | Japón      | 1:0 (1:0) | Costa de Marfil | Estadio Toyota, Toyota                                   |                                                          |
|                           | Tamada 21' | Reporte   |                 | Asistencia: 40 710 espectadores Árbitro(s): Bruno Paixão | Asistencia: 40 710 espectadores Árbitro(s): Bruno Paixão |

| 27 de mayo de 2008, 19:20 | Japón | 0:0 (0:0) | Paraguay | Estadio Saitama 2002, Saitama                           |                                                         |
|                           |       | Reporte   |          | Asistencia: 27 998 espectadores Árbitro(s): Paulo Costa | Asistencia: 27 998 espectadores Árbitro(s): Paulo Costa |

### Tabla final
| Selección       | Pts. | PJ | PG | PE | PP | GF | GC | Dif. |
| --------------- | ---- | -- | -- | -- | -- | -- | -- | ---- |
| Japón           | 4    | 2  | 1  | 1  | 0  | 1  | 0  | +1   |
| Paraguay        | 2    | 2  | 0  | 2  | 0  | 1  | 1  | 0    |
| Costa de Marfil | 1    | 2  | 0  | 1  | 1  | 1  | 2  | -1   |

|                          |
| Bandera de Japón         |
| Campeón Japón 9.º título |